# Charles Auguste Boehmer

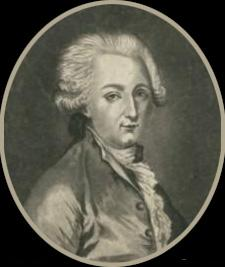
Charles Auguste Boehmer

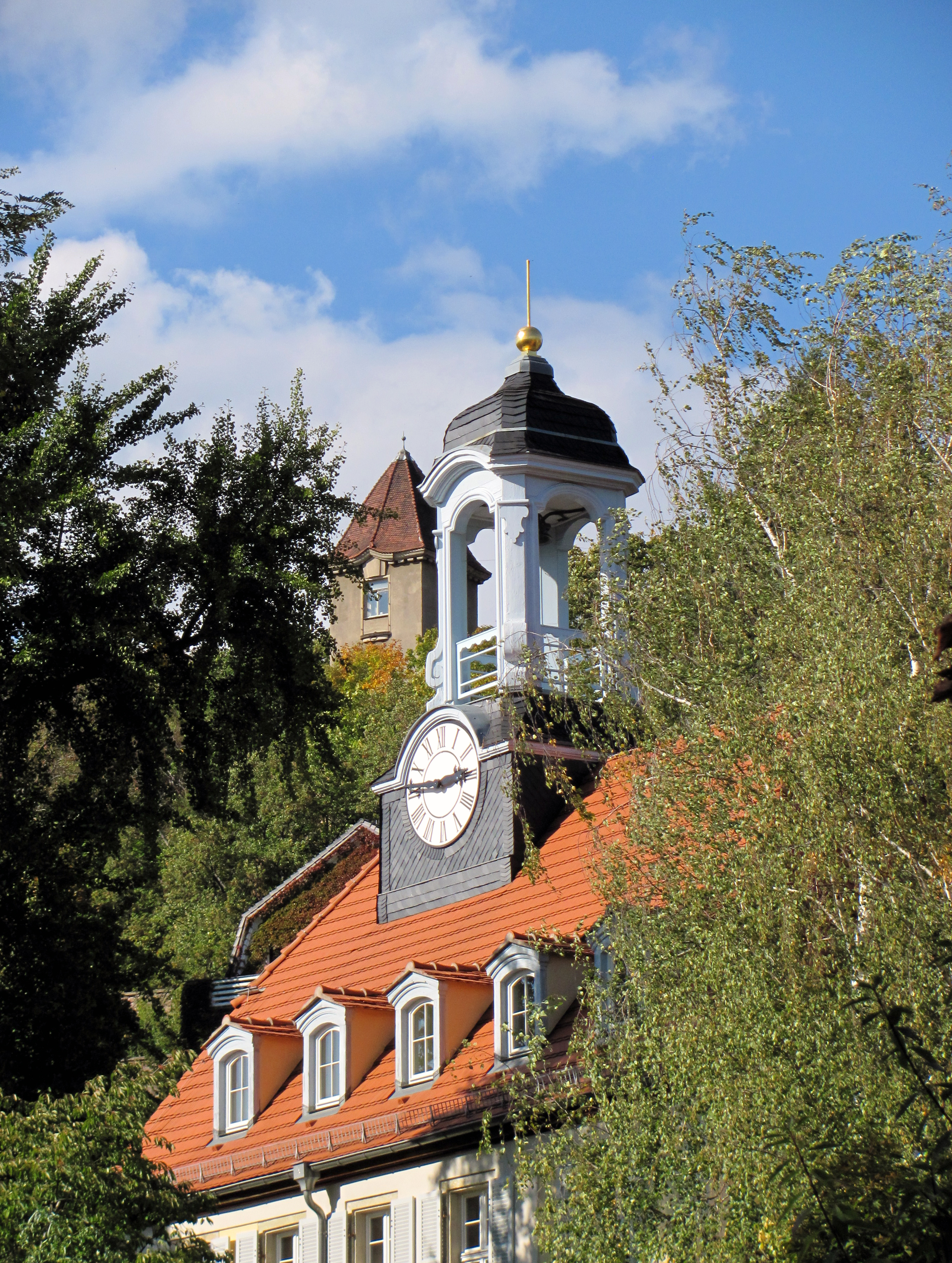
Altfriedstein Laterne Uhr

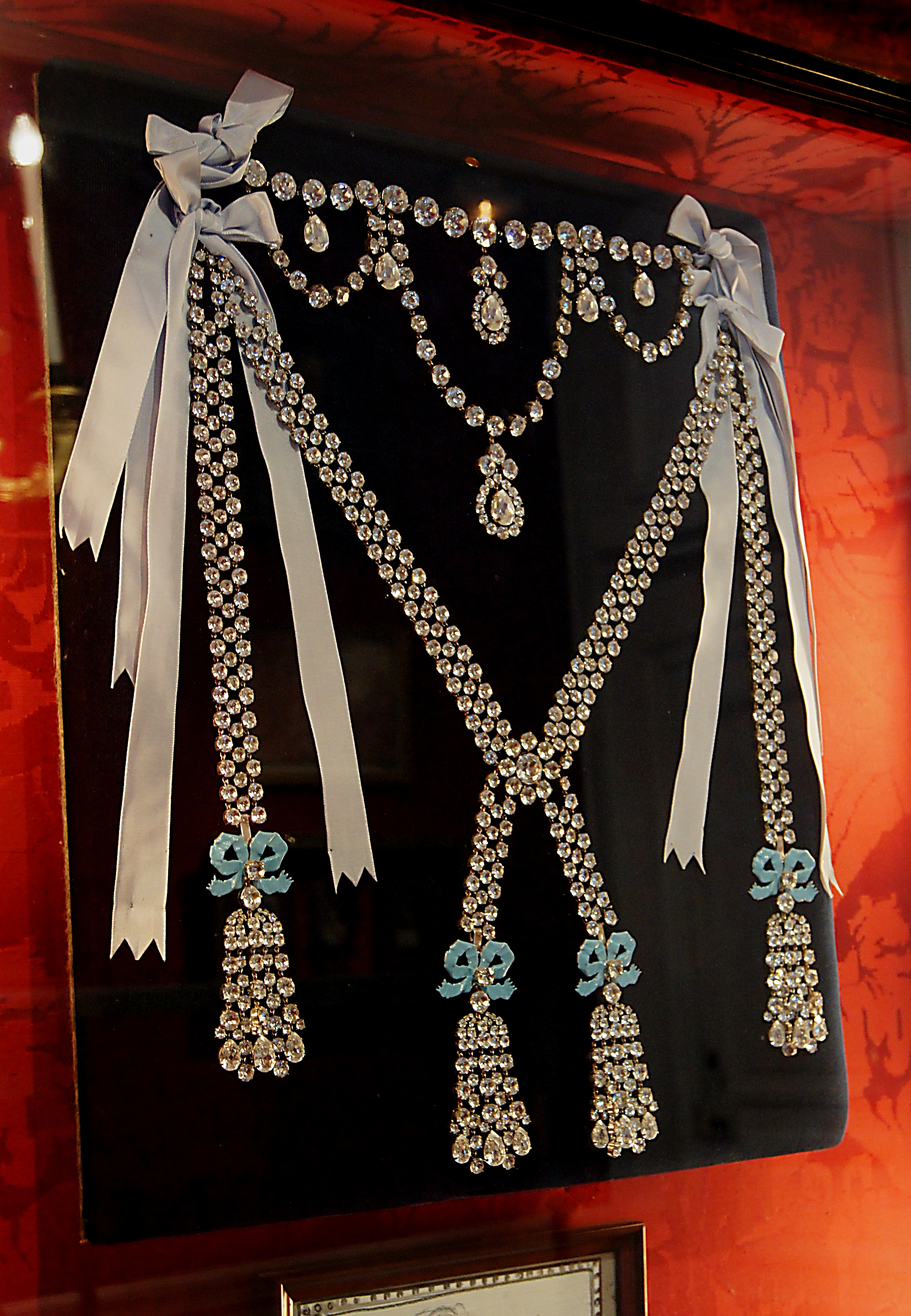
Collier reine Breteuil

Carl August Wilhelm Böhmer (* ca. 1735 in Sachsen; † 1794 in Stuttgart) war ein französischer Hofjuwelier und Sohn des 1766 verstorbenen sächsischen Hofjuweliers Böhmer.

## Leben
Böhmer ging als Agent des sächsischen Kurfürsten nach Paris und betrieb zusammen mit Paul Bassenge (Juwelier) (1742–1812) eine Luxusboutique am Place Vendôme. Seine Schwester Julie heiratete 1764 den Arzt Lebrecht Christoph Daniel Mittelhäuser. 1767 heiratete Böhmer die Tänzerin Catherine Renaud.
Im sächsischen Staatsarchiv hat sich eine Hinterlassenschaftsakte des verstorbenen Hofjuweliers Böhmer erhalten, bei dem es zwischen den Geschwistern Rahel Christiane Hartmann, Carl August Friedrich Wilhelm Böhmer und Franz Friedrich Böhmer als Antragsteller und deren Stiefmutter Magdalena Sophie, verehelichte Böhmer sowie den drei minderjährigen Geschwister Anne Julia Sophie, verehelichte Mittelhäuser, Wilhelmine Charlotte und Renate Eleonora Böhmer, vertreten durch den Vormund Johann Friedrich Günther zu einem Vergleich kam. Nach Brühls Tod kaufte Böhmer 1770 von dessen  Erben das Anwesen Altfriedstein. 
In der Folgezeit kam Altfriedstein 1784 bis 1812 in den Besitz von Louise Sophia Johanna Gräfin von Zinzendorf und Pottendorf. Charles Böhmer und Paul Bassenge hatten einige Jahre lang Diamanten von außergewöhnlicher Größe und Reinheit für ein Collier im Wert von 1,8 Millionen Livres gesammelt, das sie zuerst an Madame Dubarry, die Mätresse von Ludwig XV., zu verkaufen hofften. Nach dem Tod des Königs wurde das ungewöhnliche Schmuckstück in ganz Europa bekannt, doch überall schreckte man vor dem Preis zurück.
1778 schlug Ludwig XVI. der Königin vor, ihr das Collier zu schenken, doch sie lehnte des hohen Preises wegen ab.